# 原泰一

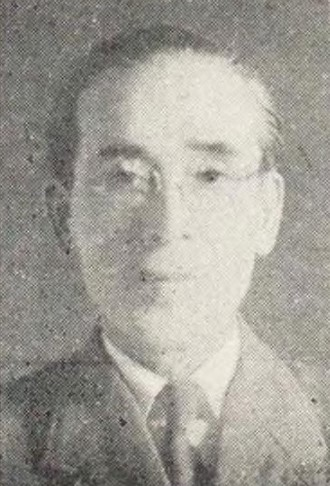
原泰一

原 泰一（はら たいいち、1884年（明治17年）11月 - 1977年（昭和52年）7月23日）は、貴族院勅選議員、日本赤十字社副社長。救護法の大家であり、方面委員（現在の民生委員制度）を考案した。旧姓・大藪。

## 経歴
江戸南町奉行所与力・原胤昭の養子。岐阜県安八郡大藪の庄屋青木松三郎の長男として生まれる。1908年（明治41年）に慶應義塾大学理財科を卒業後、三井銀行に入社。1921年（大正10年）に米国留学。
1923年（大正12年）に欧米を視察し、1924年（大正13年）以降司法省事務嘱託、少年保護司、内務省社会局事務嘱託、保険調査会委員、中央社会事業委員会委員、軍事保護院専門委員等のほか、中央社会事業委員会理事、東京盲人会副会長、国際社会事業会議日本委員会常任理事等となり、社会保険制度調査会委員、日本赤十字社副社長となる。1946年（昭和21年）3月22日に貴族院議員に勅選され、同成会に所属し1947年（昭和22年）5月2日まで在任した。